# Claude Cochet
Pour les articles homonymes, voir Cochet.
Claude Cochet, né le 5 janvier 1760 à Lyon et mort dans cette même commune le 14 mars 1835, est un architecte français.

## Biographie
Claude Cochet nait le 5 janvier 1760 à Lyon. Son père, Claude-Pierre Cochet, est peintre décorateur et fidèle collaborateur, entre 1751 et 1768 environ, du peintre et architecte Jean-Antoine Morand. Il est l'auteur du décor d'architecture feinte ornant les façades du château d'Hauteville (Saint-Légier) dans le canton de Vaud en Suisse.
Claude-Ennemond Cochet étudie l'architecture à Paris auprès du décorateur Dugourre puis de l'architecte Brongniart. Il est nommé architecte de la ville de Lyon le 20 juin 1795, il occupe ce poste jusqu'en 1805, année où cette fonction est répartie entre trois personnes. Il devient professeur d'architecture à l'École des beaux-arts de Lyon de 1814 à 1823, remplacé par Chenavard.

## Réalisations
Il réalise les travaux suivants :

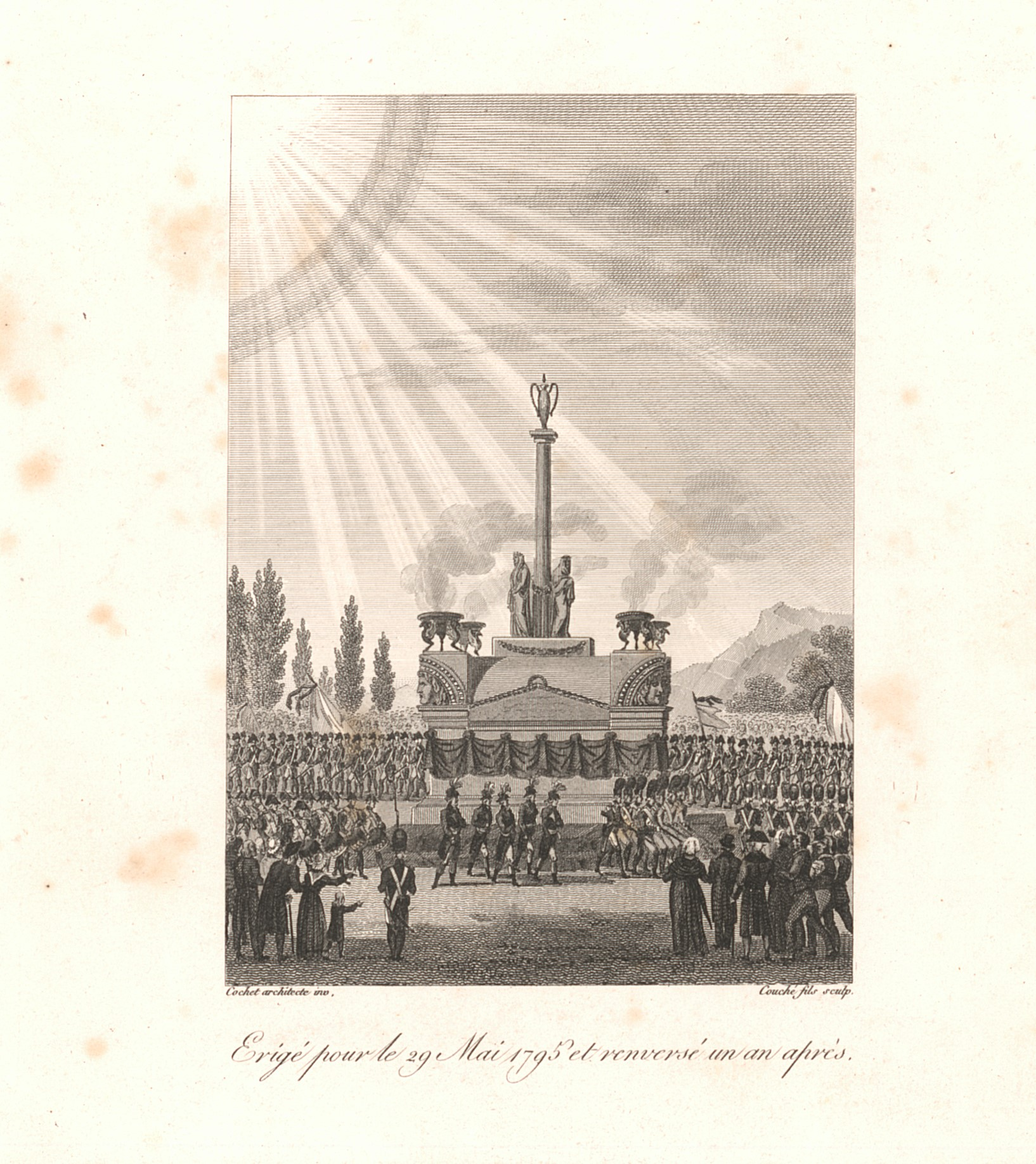
Monument aux victimes de la répression de Lyon de 1793, construit en 1795 et détruit l'année suivante.

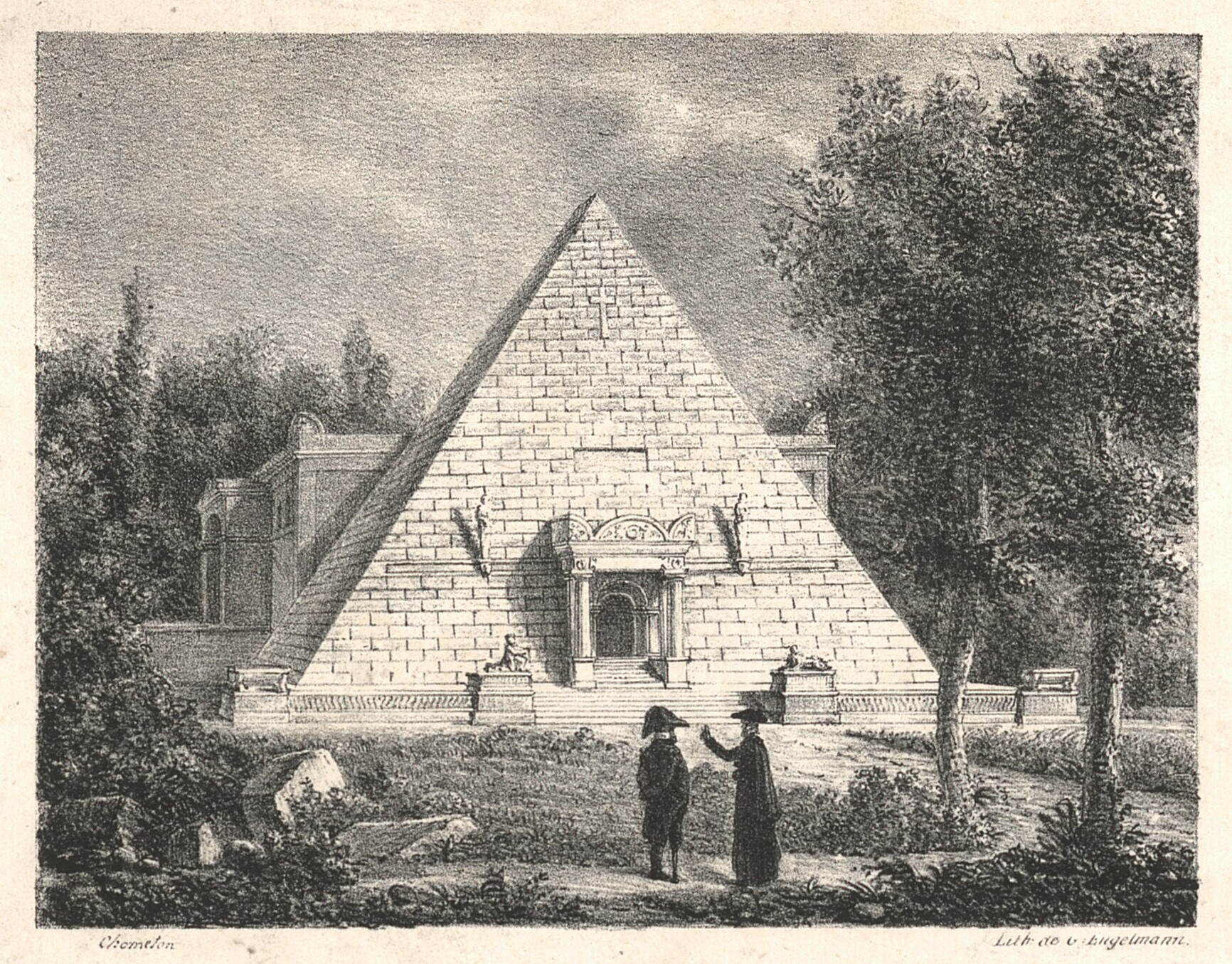
Monument aux victimes de la répression de Lyon.

- rocher élevé dans le centre du camp de la Fédération tenu à Lyon le 30 mai 1790 ; une médaille avec le rocher est frappée à cette occasion ;
- Arc de triomphe sur le pont du change à Lyon en 1800 ;
- loge maçonnique de La Parfaite Harmonie en 1805 ;
- monuments aux victimes de la répression à la suite du soulèvement de Lyon contre la Convention en 1793. Cochet construit un premier monument en 1795, détruit l'année suivante. En 1814, il remporta un concours organisé sous l'égide du comte d'Artois, frère de Louis XVIII, et construisit un monument de forme pyramidale, détruit en 1906[4].

## Distinction
En 1784, il part pour l'Italie où il remporte le premier prix d'architecture à l'Académie de Parme le 25 juillet 1786.
Il est membre de l'académie des sciences, belles-lettres et arts de Lyon en 1800.
Cochet fait partie des fondateurs de la société académique d'architecture de Lyon en 1829.